# Cannock Chase District
Cannock Chase ist ein District in der Grafschaft Staffordshire in England. Verwaltungssitz ist die Stadt Cannock. Weitere bedeutende Orte sind Hednesford und Rugeley.
Der Bezirk wurde am 1. April 1974 gebildet und entstand aus der Fusion der Urban Districts Cannock und Rugeley sowie des Dorfes Brindley Heath im Rural District Lichfield.

## Kriegsgräberstätte
Hier befindet sich auch die Deutsche Kriegsgräberstätte Cannock Chase, auf der die deutschen Kriegstoten, welche verstreut in Großbritannien und Nordirland bestattet waren, zusammengebettet wurden. Sie sind zum größten Teil in Kriegsgefangenschaft oder Internierungslagern verstorben. Hinzu kommen die Besatzungen von abgestürzten Kampfflugzeugen, Tote, die an die Küste angeschwemmt wurden und Besatzungen von Luftschiffen aus dem Ersten Weltkrieg. Bestattet wurden hier 2143 Tote aus dem Ersten Weltkrieg und 2797 aus dem Zweiten Weltkrieg. Von den Umbettungen ausgenommen blieben 263 deutsche Kriegstote aus dem Ersten Weltkrieg und 1044 aus dem Zweiten Weltkrieg, die bereits auf britischen Soldatenfriedhöfen bestattet waren.
Ferner blieben die Friedhofsanlagen Fort George in St. Peter Port auf der Kanalinsel Guernsey mit 111 Gefallenen aus dem Zweiten Weltkrieg und Brookwood mit acht Gefallenen aus dem Ersten Weltkrieg und 46 Gefallenen aus dem Zweiten Weltkrieg bestehen.
Koordinaten: 52° 44′ N, 1° 58′ W